# 트랭크스
트랭크스(일본어: トランクス)는 토리야마 아키라의 만화 드래곤볼 애니메이션의 등장 인물이다.

## 행적
- 일본 : 쿠사오 타케시, 故 츠루 히로미(아기시절)
- 대한민국
  - 유년기: 차명화(비디오 GT, 신들의 전쟁), 한채언(투니버스), 조경이(대원방송)
  - 성년기: 김민석(비디오 GT), 최원형(투니버스), 이경태(대원방송)

부르마와 베지터의 장남으로, 사이어인과 지구인의 혼혈이다. 인조인간편에서는 미래부터 온 청년으로 등장하며(사실상 그때도 1살짜리 아기 트랭크스가 나오기는 한다.)로봇이 되어 돌아온 프리저를 칼로 베어 죽이고 손오공에게만 자기 자신이 미래에서 왔다는 것과 자기가 베지터와 부르마의 아들, 그리고 손오공이 바이러스성 심장병에 걸려 죽는다는 사실을 알려주면서 손오공에게 약을 주고 미래로 떠난다. 마인 부우편에서는 손오천의 1살많은형으로 등장, 오천과 퓨전해 오천크스가 되어 부우와 싸웠다.